# Gagel
Gagel là một đô thị thuộc huyện Stendal, bang Sachsen-Anhalt, Đức. Đô thị Gagel có diện tích 7,33 km², dân số thời điểm ngày 31 tháng 12 năm 2006 là 125 người.